# Insalde
Insalde ist ein Ort und eine ehemalige Gemeinde (Freguesia) im nordportugiesischen Kreis Paredes de Coura. Die Gemeinde hatte 363 Einwohner (Stand 30. Juni 2011).
Am 29. September 2013 wurden die Gemeinden Insalde und Porreiras zur neuen Gemeinde União das Freguesias de Insalde e Porreiras zusammengeschlossen. Insalde ist Sitz dieser neu gebildeten Gemeinde.